# Masakra w Wężowym Parowie

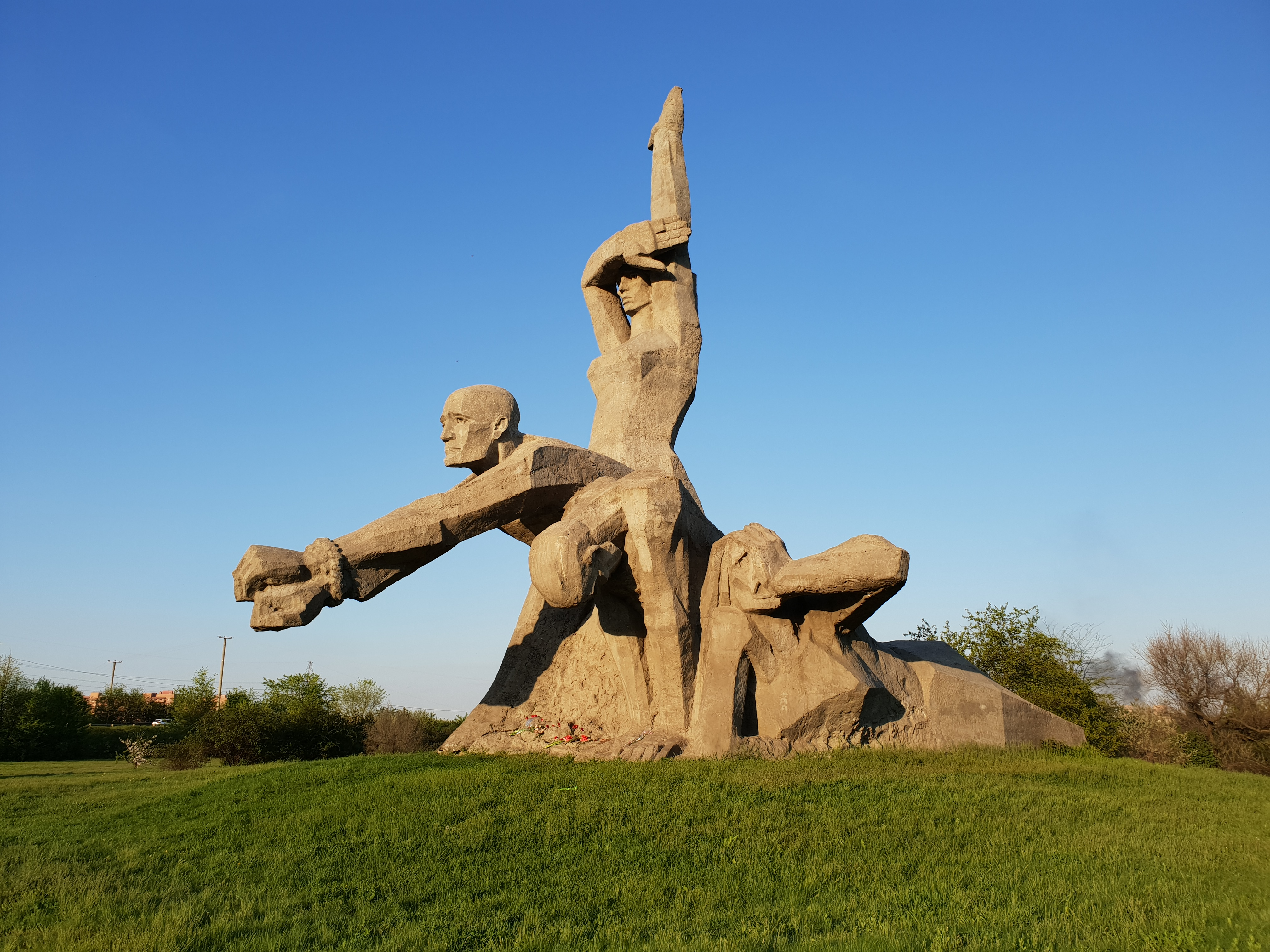
Pomnik z 1975 roku, upamiętniający ofiary masakry w Wężowym Parowie

Masakra w Wężowym Parowie – masowy mord na ludności żydowskiej dokonany przez Niemców i ich rosyjskich kolaborantów 11–13 sierpnia 1942 roku w Wężowym Parowie nieopodal Rostowa nad Donem.
Rostów został zdobyty przez Niemców w ostatniej dekadzie lipca 1942 roku. W ślad za oddziałami Wehrmachtu do miasta wkroczyli funkcjonariusze Sonderkommando 10a, którzy natychmiast rozpoczęli przygotowania do eksterminacji miejscowej społeczności żydowskiej. Rankiem 11 sierpnia 1942 roku, na wezwanie władz niemieckich, które zapowiedziały wysiedlenie Żydów z Rostowa, kilkanaście tysięcy osób – w większości starców, kobiet i dzieci – stawiło się na wyznaczonych punktach zbornych. Wszystkich wywieziono kilka kilometrów poza miasto i zamordowano na terenie Wężowego Parowu oraz sąsiedniego ogrodu botanicznego. Ofiary były rozstrzeliwane lub mordowane w mobilnych komorach gazowych.
Podczas trwającej blisko 7 miesięcy okupacji Wężowy Parów i jego okolice były głównym miejscem kaźni w rejonie Rostowa. Prawdopodobnie Niemcy zamordowali w tym okresie około 27 tys. cywilów i jeńców wojennych, w tym około 15–18 tys. Żydów.
Masakra w Wężowym Parowie była prawdopodobnie największą zbrodnią na ludności żydowskiej, którą hitlerowcy popełnili w czasie II wojny światowej na terytorium współczesnej Rosji.

## Geneza
Dane ze spisu ludności przeprowadzonego w 1939 roku wskazują, że w Rostowie nad Donem zamieszkiwało 27 039 Żydów. Stanowili oni około 5,4% ludności miasta. Rostów był trzecim co do wielkości żydowskim skupiskiem w ZSRR.

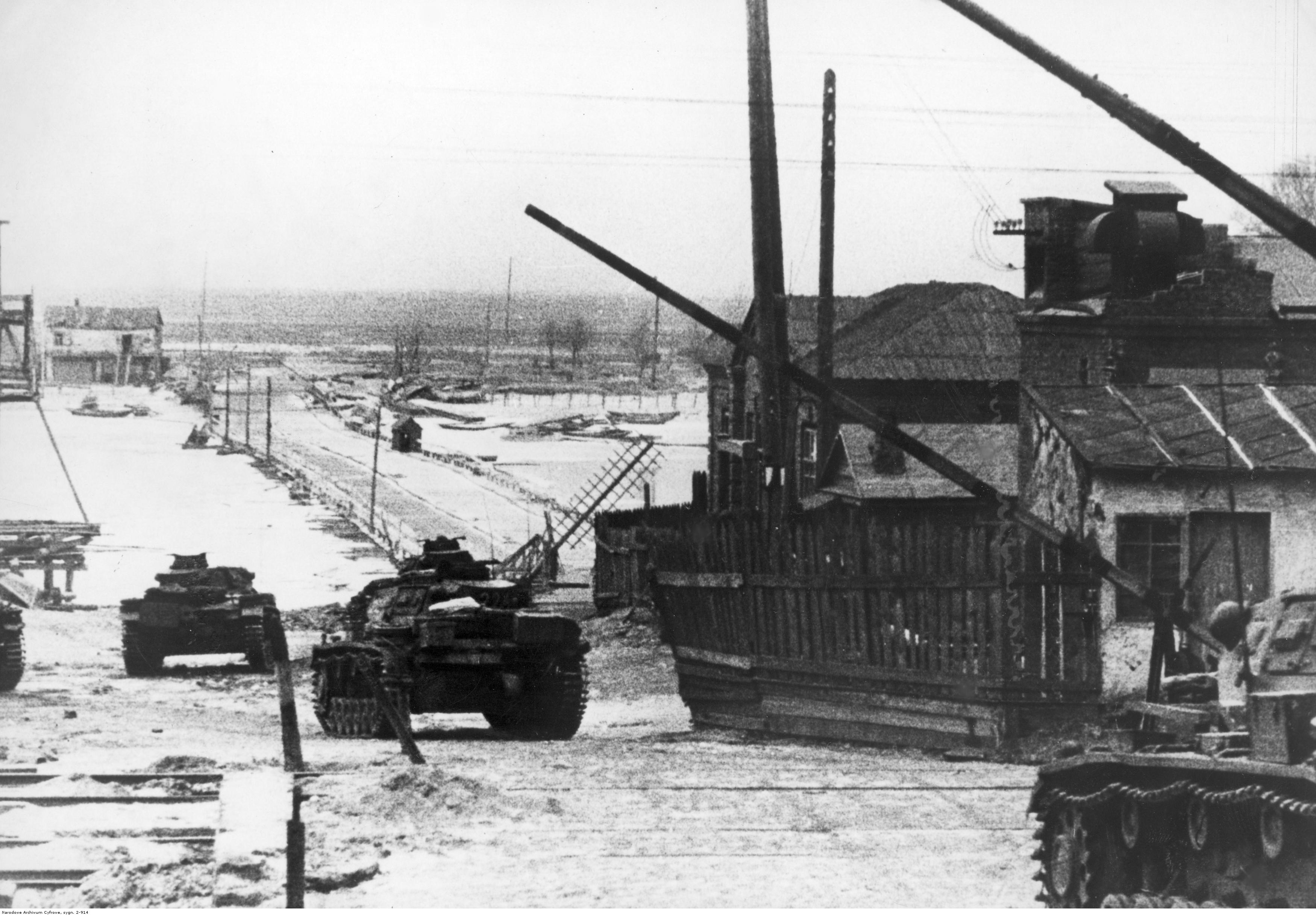
Wkroczenie wojsk niemieckich do Rostowa, listopad 1941

21 listopada 1941 roku Rostów został po raz pierwszy zajęty przez wojska niemieckie. Przed upadkiem miasta władze sowieckie zdołały ewakuować od 100 tys. do 150 tys. mieszkańców. Kolejnych 50–100 tys. uciekło na własną rękę. Prawdopodobnie wśród ewakuowanych znalazło się około 14–20 tys. Żydów, przy czym co najmniej połowę stanowili robotnicy lub pracownicy aparatu państwowego. Niemniej z powodu masowego napływu uchodźców z terenów Polski i Ukrainy liczba Żydów, których wkroczenie Niemców zastało w Rostowie, mogła sięgnąć nawet 50–60 tys.
Podczas pierwszej okupacji Niemcy dopuścili się licznych zbrodni i aktów terroru, przy czym w wielu wypadkach ich celem byli miejscowi Żydzi. Żołnierze Wehrmachtu, w tym w szczególności żołnierze 60. Dywizji Piechoty, zastrzelili wielu mieszkańców, których arbitralnie uznali za komisarzy politycznych, członków partii komunistycznej lub Komsomołu, bądź za partyzantów lub ich pomocników. W egzekucjach ginęły niekiedy całe rodziny, nie wyłączając dzieci. Niemcy przeprowadzali także uliczne łapanki oraz dokonali licznych grabieży.
Prawdopodobnie już wtedy podjęto przygotowania do wymordowania całej społeczności żydowskiej. W relacjach, które ocalali z Zagłady złożyli przed Shoah Foundation, pojawia się bowiem informacja, że w ostatniej dekadzie listopada na ulicach miasta rozlepiono obwieszczenia informujące wszystkich Żydów o obowiązku rejestracji. Powołano także Judenrat oraz narzucono Żydom obowiązek noszenia oznaczeń z żółtą gwiazdą Dawida. Hitlerowcy nie zdążyli jednak podjąć dalszych działań, gdyż na skutek sowieckiej kontrofensywy byli zmuszeni wycofać się z miasta. 29 listopada Rostów został ponownie zajęty przez Armię Czerwoną.
Ilja A. Altman szacował, że w czasie trwającej tydzień pierwszej okupacji Niemcy zamordowali w Rostowie około 1000 Żydów.

## Masakra w sierpniu 1942 roku

### Niemieckie przygotowania
28 czerwca 1942 roku Wehrmacht rozpoczął letnią ofensywę na południowym odcinku frontu wschodniego. Jej celem było dotarcie do Wołgi oraz opanowanie Kaukazu. 23 lipca wojska niemieckie po raz drugi zdobyły Rostów. W ślad za oddziałami Wehrmachtu do miasta wkroczyło Sonderkommando 10a (SK 10a). Był to jeden z pododdziałów Einsatzgruppe D – specjalnej grupy operacyjnej SD i policji bezpieczeństwa, której zadaniem była eksterminacja Żydów na obszarze Besarabii, południowej Ukrainy, Krymu i Kaukazu. Na czele SK 10a stał SS-Obersturmbannführer Kurt Christmann .
W ciągu ośmiu miesięcy, które minęły między pierwszą a drugą okupacją, tylko część Żydów zdecydowała się na ewakuację. Co więcej, wielu uchodźców, którzy opuścili Rostów przed 21 listopada 1941 roku, postanowiło w tym okresie powrócić do miasta. Fakt ten prawdopodobnie można tłumaczyć kilkoma czynnikami. Po zawarciu paktu Ribbentrop-Mołotow sowiecka prasa i propaganda konsekwentnie milczały na temat prześladowań, których ofiarą padali Żydzi w nazistowskich Niemczech oraz w okupowanych państwach Europy. Po wybuchu wojny niemiecko-sowieckiej, nie ukrywano już faktów hitlerowskich zbrodni na Żydach, jednakże nadal nie informowano o nich w sposób przejrzysty i konsekwentny. Nie można przy tym wykluczyć, że wielu rosyjskich Żydów podchodziło nieufnie do doniesień oficjalnej prasy i propagandy. Ponadto w Rostowie wciąż żywa była pamięć o krótkotrwałej niemieckiej okupacji w 1918 roku, podczas której wojska niemieckie traktowały ludność w sposób poprawny. Wreszcie wśród Żydów, którzy pozostali w Rostowie, przeważały kobiety, dzieci oraz osoby starsze, dla których decyzja o ewakuacji była szczególnie trudna. Christina Winkler szacuje, że gdy Niemcy po raz drugi zajęli Rostów, zastali tam od 16 tys. do 32 tys. Żydów. Jicchak Arad liczbę Żydów, którzy wpadli w niemieckie ręce po upadku miasta, szacuje natomiast na około 16–18 tys.
Niemieckie władze okupacyjne powołały Judenrat, na którego czele stanął dr Grigorij Lurie . Wojskowy komendant miasta gen. mjr Heinrich Kittel wydał zarządzenie, które nakładało na Żydów obowiązek zarejestrowania się w terminie do 10 sierpnia 1942 roku. W tym celu na terenie miasta zorganizowano sześć punktów rejestracyjnych, m.in. przy ul. Engelsa 60 (ob. Bolszaja Sadowaja 44). Prawdopodobnie chcąc zataić swe prawdziwe zamiary, Niemcy przygotowali trzy różne listy: na pierwszej mieli się zapisać Żydzi niezdolni do pracy z powodu wieku lub stanu zdrowia, na drugiej – Żydzi zdolni do pracy, w tym lekarze i pracownicy naukowi, na trzeciej – małżonkowie ze związków mieszanych.
Na miejsce masowego mordu Niemcy wybrali Wężowy Parów (Змиёвская балка), położony nieopodal osiedla Zmijewka i nieczynnej piaskowni, kilka kilometrów na północ od centrum Rostowa. Świadkowie zaobserwowali, że w pierwszym tygodniu sierpnia byli tam przywożeni sowieccy jeńcy wojenni z obozu przy ul. Tunelowej w Rostowie. Niemcy rozkazali im kopać rowy o wymiarach około 3 × 5 m x 7 m. Po zakończeniu pracy jeńcy zostali rozstrzelani.

### Przebieg
9 sierpnia 1942 roku na rozkaz dowództwa SK 10a rozplakatowano zarządzenie podpisane przez przewodniczącego Judenratu, które nakazywało wszystkim Żydom, a także nieżydowskim małżonkom ze związków mieszanych, by 11 sierpnia o godzinie 8:00 rano stawili się w jednym z sześciu punktów zbornych w centrum miasta. Zarządzenie informowało, że wobec antysemickich incydentów, do których doszło w mieście w ostatnim czasie, Żydzi dla ich własnego bezpieczeństwa zostaną przesiedleni. Rozkazano, by przesiedleńcy zabrali ze sobą dokumenty poświadczające tożsamość, posiadaną gotówkę, a także klucze do mieszkań i domów wraz z zapisanym adresem. Za stawiennictwo Żydów z poszczególnych dzielnic mieli odpowiadać poszczególni członkowie Judenratu .
W tym samym czasie mieszkańcom Zmijewki rozkazano, by 11–12 sierpnia tymczasowo opuścili swoje domy. Niektórzy zignorowali jednak niemieckie rozkazy. Z informacji zawartych w raportach NKWD wynika, że liczba naocznych świadków zbrodni sięgnęła około pięćdziesięciu.
Po ogłoszeniu zarządzenia niektórzy Żydzi popełnili samobójstwo, a inni zabarykadowali się w swoich mieszkaniach. Zdecydowana większość posłuchała jednak wezwania i w wyznaczonym terminie stawiła się na punktach zbornych. Relacje świadków zdają się wskazywać, że wielu Żydów było pełnych obaw, jednakże rosyjscy kolaboranci, których Niemcy zwerbowali w szeregi policji pomocniczej, uspokajali ich, zapewniając, że podobnie jak Żydzi z innych okupowanych miast zostaną przesiedleni w bezpieczne miejsce. Jednocześnie ludzie zgromadzeni na punktach zbornych często byli traktowani w brutalny sposób, zwłaszcza gdy zbyt wolno reagowali na polecenia.
Ofiary wywożono samochodami ciężarowymi do Wężowego Parowu. Egzekucje odbywały się także na obrzeżach pobliskiego ogrodu botanicznego. Po zakończeniu okupacji odnaleziono trzy masowe groby wielkich rozmiarów. Najprawdopodobniej Żydów zmuszano, by przed egzekucją rozebrali się do naga, aczkolwiek zeznania świadków nie są w tej kwestii w pełni zgodne. Leo Maar – volksdeutsch, który w czasie masakry pełnił funkcję tłumacza przy SK 10a – twierdził w swych powojennych zeznaniach, że Żydów doprowadzano najpierw do domu położonego w pobliżu miejsca egzekucji, który w tych dniach pełnił funkcję punktu przejściowego. Rozdzielano tam mężczyzn od kobiet i dzieci, a następnie grupami po 8–10 osób wprowadzano do jednego z pomieszczeń, gdzie ofiary musiały oddać posiadane pieniądze i kosztowności oraz rozebrać się do naga. O pełniącym taką funkcję domu wspomniał w swych zeznaniach także jeden z rosyjskich kolaborantów.
Ze wspomnianego domu nadzy Żydzi byli wywożeni ciężarówkami na miejsce kaźni. Większość rozstrzelano nad masowymi grobami. Pewną liczbę zgładzono jednak przy użyciu mobilnych komór gazowych. Niektórzy świadkowie zeznali, że miały miejsce wypadki, gdy dzieci wrzucano żywcem do masowych grobów. Wykonawcami egzekucji byli funkcjonariusze SK 10a oraz miejscowi kolaboranci, w tym byli żołnierze Armii Czerwonej. Do pracy przy opróżnianiu mobilnych komór gazowych i zasypywaniu grobów zmuszono jeńców wojennych. Akcja eksterminacyjna zakończyła się 12 sierpnia, a według innych źródeł – dopiero 13 sierpnia. Część zwłok nie została zasypana ziemią, na skutek czego w okolicy przez długi czas unosił się trudny do zniesienia odór.
W raporcie sporządzonym przez sowieckie organy śledcze krótko po wyzwoleniu miasta znalazła się informacja, że w czasie masakry żydowskie dzieci były mordowane przy użyciu bliżej niezidentyfikowanej trucizny, którą esesmani jakoby mieli podawać im doustnie. Twierdzenia te są uznawane za prawdziwe przez niektórych historyków, dziennikarzy i dokumentalistów, głównie rosyjskojęzycznych. Maris Rowe-McCulloch ocenia jednak – opierając się przede wszystkim na zeznaniach naocznych świadków – iż brak jest przekonujących dowodów na poparcie tezy, że w Wężowym Parowie na masową skalę mordowano dzieci za pomocą trucizny. Jej zdaniem ginęły one przede wszystkim w mobilnych komorach gazowych.
W końcowej fazie masakry zamordowano członków rostowskiego Judenratu . Po 13 sierpnia w Wężowym Parowie rozstrzeliwano jeszcze sowieckich jeńców wojennych, aczkolwiek na mniejszą skalę, niż podczas masakry ludności żydowskiej. Żydzi, którzy 11 sierpnia nie stawili się na wezwanie władz niemieckich, byli w kolejnych miesiącach systematycznie tropieni i mordowani. Szacuje się, że do momentu wyzwolenia Rostowa w lutym 1943 roku, z rąk Niemców i ich kolaborantów zginęło około 3–4 tys. uciekinierów.

### Ofiary
Liczba Żydów, których zamordowano w Wężowym Parowie, pozostaje przedmiotem kontrowersji. Podstawową przeszkodą w jej ustaleniu jest fakt, że Einsatzgruppe D nie sporządziła raportów z przebiegu akcji eksterminacyjnej bądź owe dokumenty zaginęły lub zostały zniszczone w czasie wojny. Brak jest w szczególności danych ze spisu ludności żydowskiej, który Niemcy przeprowadzili w Rostowie w pierwszej dekadzie sierpnia. Nie został także odnaleziony dziennik działań bojowych SK 10a. W odniesieniu do wydarzeń, które rozegrały się w Rostowie, historykom udało się odnaleźć jedynie raport nr 16 z 14 sierpnia 1942 roku (Meldungen aus den besetzten Ostgebieten 16), w którym widnieje informacja, że Sonderkommando 10a zdołało zidentyfikować w mieście około 2 tys. Żydów. Podobną liczbę ofiar podawali byli esesmani, których przesłuchiwano w Niemczech Zachodnich w latach 60. Z tego powodu niektórzy historycy, w tym Andrej Angrick, Aleksander Krugłow i Dieter Pohl, na około 2 tys. są skłonni szacować liczbę Żydów zamordowanych w Wężowym Parowie.
Z taką interpretacją nie zgadza się Christina Winkler, która wskazuje, że choć raport jest datowany na 14 sierpnia, to dokładna analiza jego zapisów daje podstawy, by przypuszczać, że został on sporządzony wcześniej – jeszcze przed rejestracją Żydów i masowymi egzekucjami. Z tego powodu nie może on jej zdaniem być główną podstawą dla szacunków na temat liczby ofiar zbrodni w Wężowym Parowie.
W Czarnej księdze autorstwa Ilji Erenburga i Wasilija Grossmana liczbę Żydów zamordowanych przez Niemców w Rostowie oszacowano na 15–16 tys. Z kolei w raportach, które sowieckie organy śledcze sporządziły po wyzwoleniu Rostowa, szacowano, że w Wężowym Parowie oraz w innych miejscach kaźni w rejonie miasta zostało zgładzonych około 10 tys., 13 tys. lub 15–18 tys. Żydów.
Christina Winkler opierając się m.in. na sowieckich dokumentach i relacjach świadków, szacuje, że w czasie niemieckiej okupacji zamordowano w Rostowie około 27 tys. cywilów i jeńców wojennych, w tym około 15–18 tys. Żydów oraz trudną do ustalenia liczbę nieżydowskich małżonków ze związków mieszanych. Podobnie liczbę ofiar szacują inni historycy , w tym Jicchak Arad i Maris Rowe-McCulloch. Większość ofiar okupacji Rostowa została zgładzona i pogrzebana w Wężowym Parowie .
Masakra w Wężowym Parowie jest uznawana za największą zbrodnię na ludności żydowskiej, którą Niemcy popełnili czasie II wojny światowej na terytorium Rosyjskiej FSRR, stanowiącym współcześnie terytorium Federacji Rosyjskiej .
Do 2019 roku działacze społeczności żydowskiej Rostowa zdołali ustalić nazwiska około 6 tys. ofiar masakry, w większości Żydów .

## Upamiętnienie

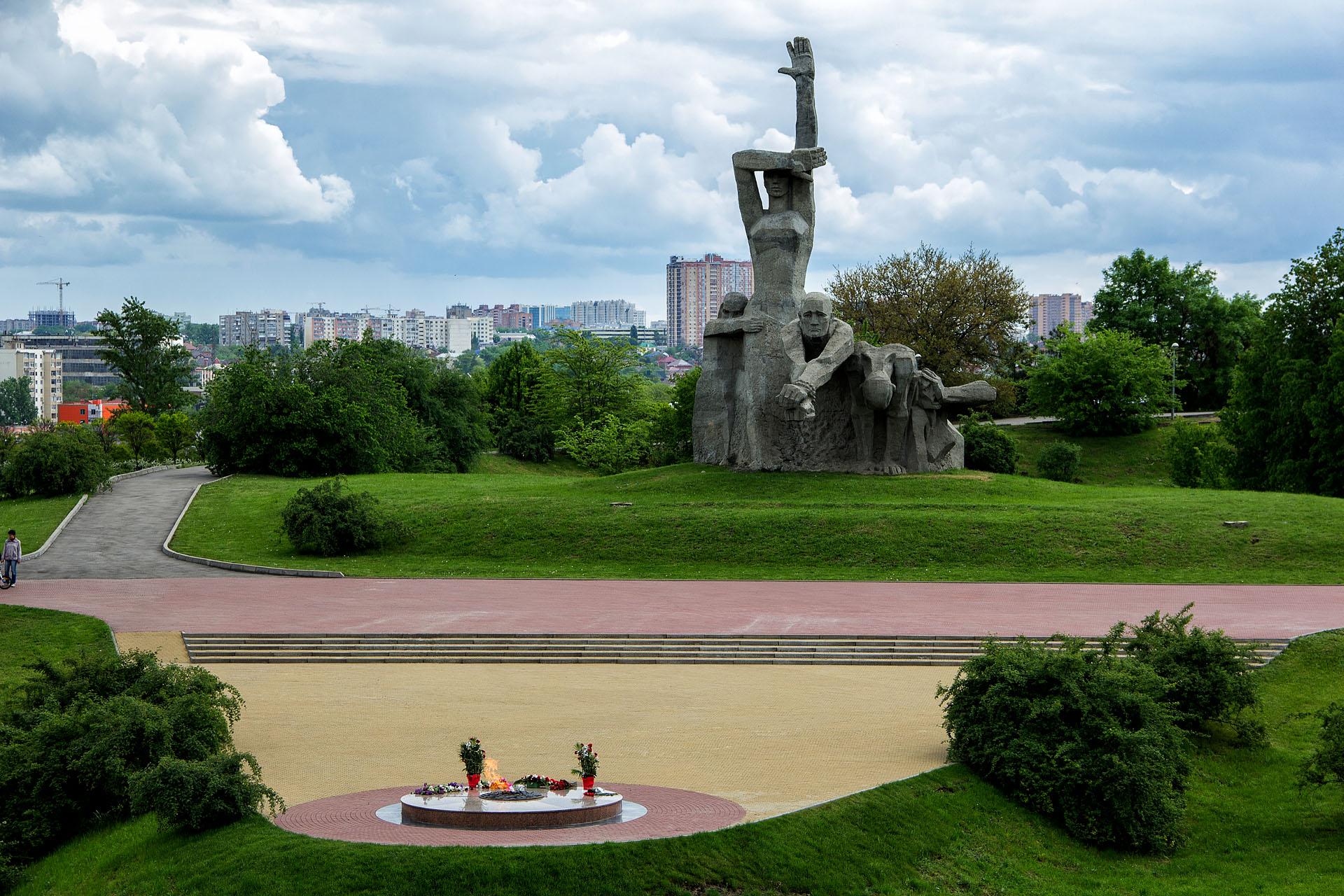
Miejsce pamięci w Wężowym Parowie. Na drugim planie pomnik z 1975 roku

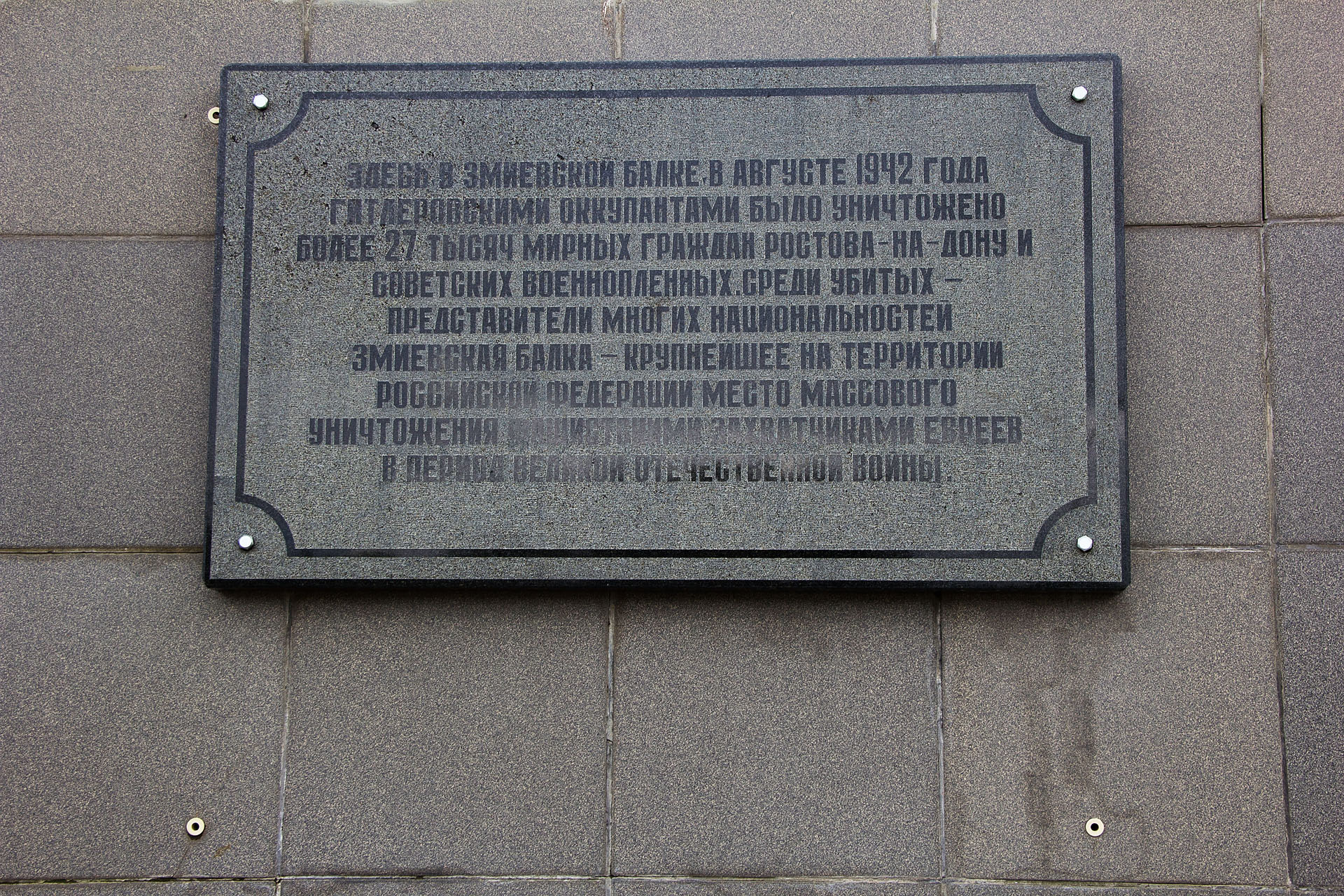
Tablica pamiątkowa odsłonięta w 2014 roku, informująca, że Wężowy Parów to największe miejsce masowej eksterminacji Żydów na terytorium Rosji

Sowieccy śledczy przebadali miejsca masowych egzekucji w Wężowym Parowie i ogrodzie botanicznym. 21 lutego 1942 roku, a więc tydzień po wyzwoleniu Rostowa, Radio Moskwa podało wiadomość o odkryciu pod miastem masowego grobu z ciałami około 20 tys. osób.
Miejsce masakry zostało po raz pierwszy upamiętnione w 1946 roku. Odsłonięto wtedy pomnik przedstawiający dwóch czerwonoarmistów trzymających sztandar.
9 maja 1975 roku, w 30. rocznicę zwycięstwa nad hitlerowskimi Niemcami, w Wężowym Parowie został odsłonięty kompleks memorialny, którego centralnym elementem jest monumentalny pomnik. Wzniesiono tam również niewielkie muzeum. Zgodnie z obowiązującą linią sowieckiej polityki historycznej miejsce pamięci nie zawierało jednak żadnych wzmianek, które wskazywałyby, że większość ofiar była narodowości żydowskiej. Nie podjęto także próby oznaczenia masowych grobów .
W 2004 roku w miejscu pamięci odsłonięto tablicę, której inskrypcja informowała, że w Wężowym Parowie Niemcy zamordowali „ponad 27 tys. Żydów”. Na początku 2012 roku została ona usunięta decyzją lokalnych władz. Zastąpiono ją nową tablicą, której inskrypcja informowała, że ofiarą zbrodni padli „pokojowo nastawieni mieszkańcy Rostowa nad Donem oraz jeńcy wojenni”. Decyzja ta wzbudziła protesty środowisk żydowskich w Rosji i poza jej granicami. Ostatecznie w 2014 roku w Wężowym Parowie odsłonięto tablicę zawierającą kompromisowe zapisy, wskazujące, że jest to miejsce największej masakry Żydów dokonanej przez Niemców na terytorium Rosji w czasie II wojny światowej . Inskrypcja nie wskazuje jednak, że zbrodnia ta była elementem Zagłady Żydów. Jej pełna treść przedstawia się następująco:

Tutaj w Wężowym Parowie, w sierpniu 1942 roku, hitlerowscy okupanci unicestwili ponad 27 tysięcy cywilnych mieszkańców Rostowa nad Donem i radzieckich jeńców wojennych. Wśród zabitych byli przedstawiciele wielu narodowości. Wężowy Parów to największe na terytorium Federacji Rosyjskiej miejsce masowej zagłady Żydów przez faszystowskich najeźdźców w okresie Wielkiej Wojny Ojczyźnianej.

Kilka lat później władze miejskie nie wyraziły zgody na odsłonięcie w miejscu pamięci tablicy zawierającej nazwiska ofiar, które zidentyfikowali działacze miejscowej społeczności żydowskiej. Jako oficjalne uzasadnienie wskazano, że lista nazwisk nie została zweryfikowana przez rosyjskie służby archiwalne .
Zbrodnię w Wężowym Parowie upamiętniają także tablice zainstalowane na budynku synagogi w Rostowie oraz na domu przy ul. Bolszaja Sadowaja 44, który w czasie okupacji pełnił funkcję jednego z punktów rejestracji Żydów. Ponadto niewielkie muzeum Holocaustu znajduje się przy żydowskiej szkole w Rostowie, prowadzonej przez stowarzyszenie Or Menachem.

## Odpowiedzialność sprawców
Po zakończeniu wojny władze sowieckie aresztowały 20 kolaborantów, którzy aktywnie współpracowali z władzami niemieckimi w czasie okupacji Rostowa, w tym uczestniczyli w masakrze w Wężowym Parowie. Zostali oni skazani na śmierć i straceni .
Kurt Christmann po upadku III Rzeszy zbiegł do Argentyny, skąd w 1956 roku powrócił do Niemiec Zachodnich. Podjął pracę jako agent nieruchomości. W listopadzie 1979 roku został aresztowany pod zarzutem zamordowania 105 Żydów w Krasnodarze. W grudniu 1980 roku został skazany przez sąd krajowy w Monachium na karę 10 lat pozbawienia wolności.